# Blåtangara
Blåtangara (Tangara vassorii) är en fågel i familjen tangaror inom ordningen tättingar.

## Utseende
Blåtangaran gör skäl för sitt namn med mestadels lysande blå fjäderdräkt, med svarta vingar, en liten svart ögonmask och ett blått vingband. Arten kan förväxlas med svartmaskad blomstickare, men har svcarta vingar och en mer begränsad ögonmask.

## Utbredning och systematik
Blåtangara förekommer i Anderna och delas in i tre underarter med följande utbredning:
- vassorii-gruppen
  - Tangara vassorii vassorii – Colombia nordvästra Venezuela, Ecuador och nordvästra Peru
  - Tangara vassorii branickii – norra och centrala Peru
- Tangara vassorii atrocoerulea – södra Peru (Huánuco) till västra Bolivia

Sedan 2016 urskiljer Birdlife International och naturvårdsunionen IUCN atrocoerulea som den egna arten "fläckbukig tangara". 

## Levnadssätt
Blåtangaran hittas i Anderna i den övre subtropiska och tempererade zonen, högre upp än de flesta andra små tangaror. Där är den ganska vanlig i skogsområden. Den ses vanligen i par som ofta slår följe med artblandade flockar genom trädtaket.

## Status
IUCN hotkategoriserar atrocoerulea och vassorii-gruppen var för sig, båda som livskraftiga.

## Bildgalleri

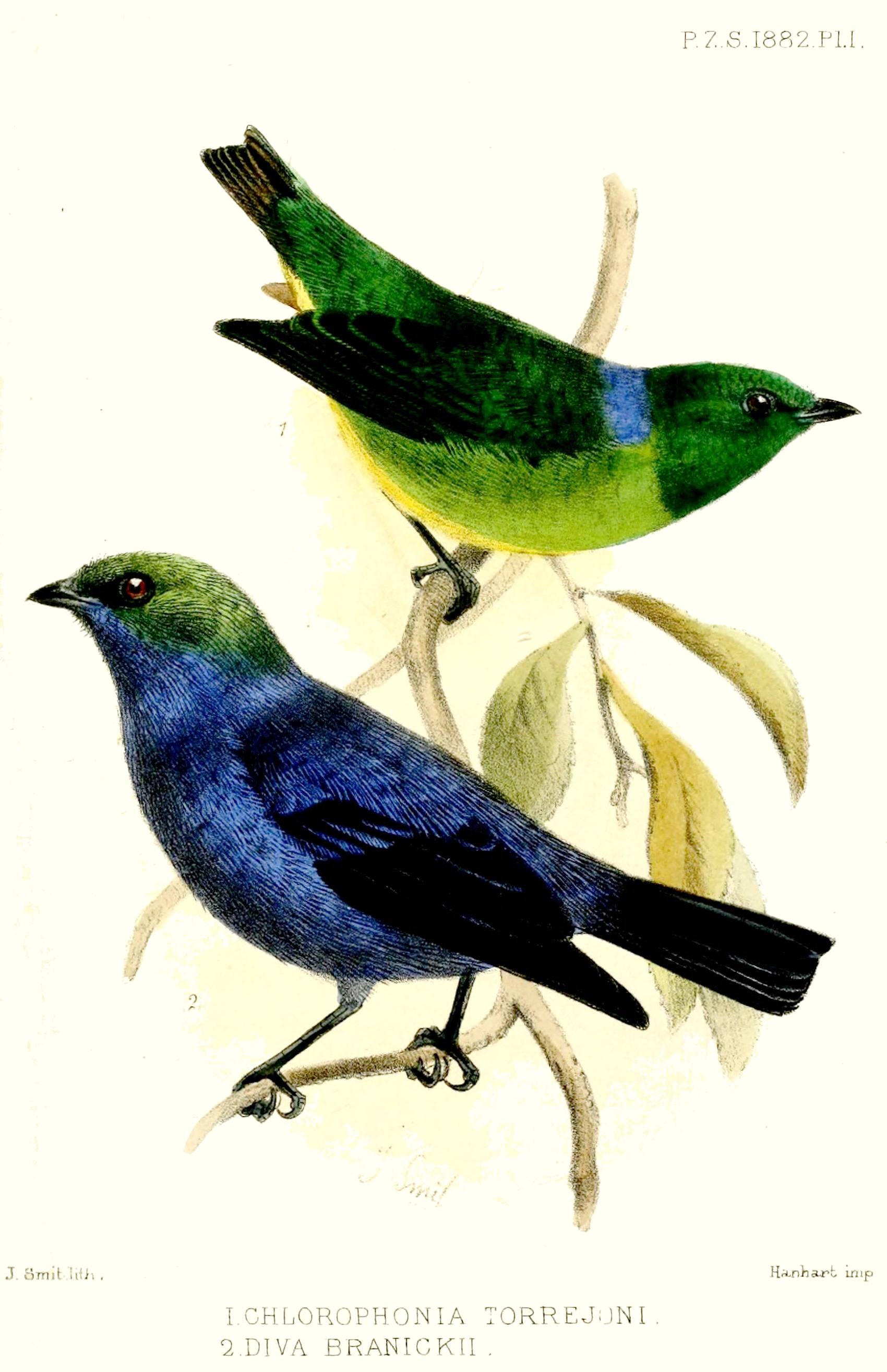
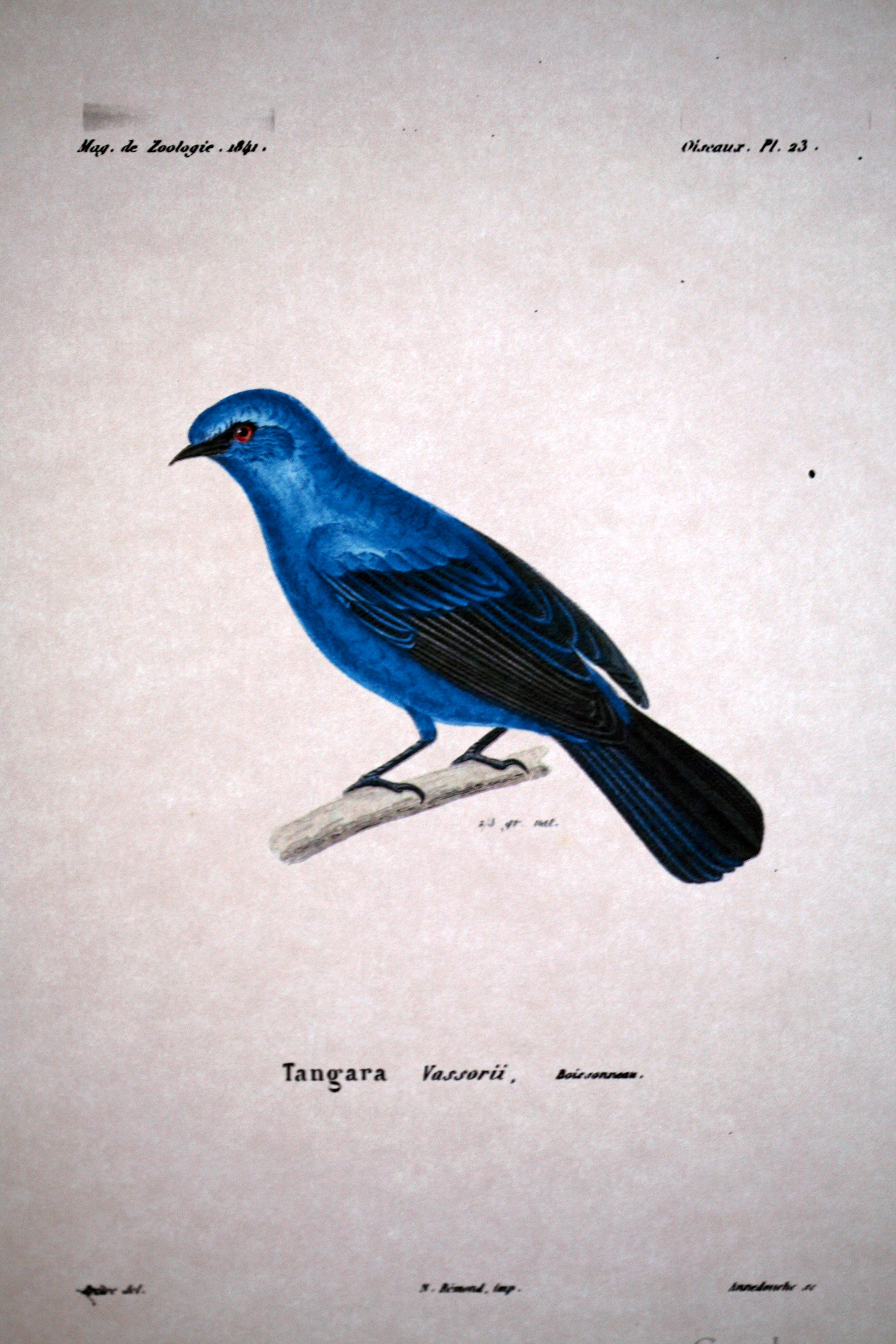

## Namn
Fågelns vetenskapliga artnamn hedrar troligen fransmannen Pierre-Nicolas Vasseur (född 1814?), vän till Auguste Boissonneau som beskrev arten 1840.